# بشير بن عنبس
بشير بن عنبس (المتوفي سنة 13 هـ) صحابي من بني ظفر من الأوس، شهد مع النبي محمد غزوة أحد، وما بعدها من المشاهد، ثم شارك في الفتح الإسلامي لفارس، وقُتل يوم جسر أبي عبيد.